# Liên đoàn bóng đá Úc
Liên đoàn bóng đá Úc (tiếng Anh: Football Australia, tên cũ là Football Federation Australia) là tổ chức quản lý, điều hành các hoạt động bóng đá ở Úc.
Football Australia quản lý đội tuyển bóng đá quốc gia Úc, tổ chức các giải bóng đá như giải vô địch bóng đá Úc, cúp bóng đá Úc,.... Football Australia là thành viên của cả Liên đoàn bóng đá Quốc tế (FIFA), Liên đoàn bóng đá châu Á (AFC) và Liên đoàn bóng đá ASEAN (AFF).
Từ tháng 12 năm 2020, tên chính thức trong tiếng Anh của liên đoàn đổi từ Football Federation Australia thành Football Australia.
Chủ tịch của Liên đoàn bóng đá Úc hiện nay là Chris Nikou.